# (133250) Rubik
(133250) Rubik est un astéroïde de la ceinture principale.

## Description
(133250) Rubik est un astéroïde de la ceinture principale. Il fut découvert par les astronomes hongrois Krisztián Sárneczky et Brigitta Sipőcz le 5 septembre 2003 à Piszkéstető. Il présente une orbite caractérisée par un demi-grand axe de 2,66 UA, une excentricité de 0,101 et une inclinaison de 3,78° par rapport à l'écliptique.
Il fut nommé en hommage à l'architecte et inventeur hongrois Ernő Rubik (né en 1944), connu internationalement pour ses inventions de casse-têtes mécaniques.

## Compléments